# Гней Бебий Тамфил Вала Нумониан
Гней Бе́бий Тамфи́л Ва́ла Нумониа́н (лат. Gnaeus Baebius Tamphylus Vaаla Numonianus; I век до н. э.) — римский политический деятель эпохи ранней Империи, продвинувшийся в своей карьере до проконсульства включительно. Время его жизни точно неизвестно.

## Происхождение
По рождению Нумониан принадлежал к неименитому плебейскому роду, происходившему, по разным версиям, из Цере (Этрурия) либо из Песта в Лукании. Родным отцом Нумония являлся, судя по всему, монетарий 41 года до н. э. Гай Нумоний Ваала. Возможно, родным братом Нумониана был ещё один Нумоний Ваала, участник побоища римлян в Тевтобургском лесу осенью 9 года.
Когномен «Вала» (или «Ваала», Vala/Vaala) в сохранившихся источниках впервые упоминается только ближе к концу II века до н. э. и встречается он у Гессиев, о чём свидетельствует надпись, обнаруженная в Пренесте.

## Биография
Гражданско-политическую карьеру Вала Нумониан начал с должности квестора, затем был претором. После этого Нумониан находился на посту проконсула, вероятно, Иллирика. Даты пребывания на всех трёх должностях неизвестны. Между 20 и 13 годами до н. э. Нумониан был монетным триумвиром. По мнению немецкого исследователя Э. Клебса, тот факт, что после своего проконсульства он стал триумвиром может быть связано с отсутствием подходящих кандидатов.